# Marie Lafarge
Marie-Fortunée Lafarge (apellido de soltera Capelle; 15 de enero de 1816 – 7 de noviembre de 1852) fue una mujer francesa condenada por asesinar a su marido mediante envenenamiento por arsénico en 1840. Su caso fue muy notable, ya que fue uno de los primeros juicios que el público pudo seguir diariamente a través de noticias en los periódicos, y porque fue la primera persona en ser condenada mediante toxicología forense. Aun así, las dudas sobre su culpabilidad dividieron a la sociedad francesa de tal forma que este caso a menudo se compara con el de Dreyfus, mucho más conocido.

## Primeros años
Marie Lafarge nació en París en 1816, hija de un agente de artillería. Se dice que era descendiente de Luis XIII de Francia, por parte de su abuela materna, Hermine, baronesa de Collard, fruto del amorío entre Stéphanie Félicité, condesa de Genlis y Luis Felipe II, duque de Orleans. Marie perdió a su padre en un accidente de caza a los doce años; su madre, que se volvió a casar poco después, murió siete años más tarde. A los dieciocho, Marie fue adoptada por su tía materna, que estaba casada con el secretario general del Banco de Francia. Las dos mujeres no congeniaron. A pesar del hecho de que sus padres adoptivos la trataron bien y la enviaron a las mejores escuelas, Marie siempre fue consciente de su estatus de pariente pobre. Como asistió a una escuela de élite, Marie pudo interaccionar con hijas de la aristocracia adinerada. Utilizó todos los medios posibles para persuadirles de que ella también provenía de una familia rica, y se ponía celosa cuando veía a sus amigas casarse con hombres nobles y ricos. Aun así, Marie no tenía mucho que hacer en el campo del matrimonio. Con una dote de 90,000 francos que, aunque considerable, no era demasiado impresionante teniendo en cuenta el origen de su familia, Marie sintió que era inadecuada, lo que incrementó su orgullo y ambición.
Como Marie seguía sin casarse al alcanzar los 23, uno de sus tíos se encargó de encontrarle un marido. Sin Marie saberlo, contrató los servicios de un agente matrimonial. Solo encontró un candidato que encajaba con los criterios de su padre de "no debería hacerse ningún contrato matrimonial con un hombre cuyo único ingreso es su salario como subprefecto".

## Charles Lafarge
Charles Pouch-Lafarge era un hombre grande, tosco, de veintiocho años; hijo de Jean-Baptiste Lafarge, juez de paz en Vigeois. En 1817, su padre compró el monasterio cartujo, en la villa de Le Glandier en Corrèze, perteneciente a monjes cartujos desde el siglo XIII, pero que había quedado abandonado desde su supresión en la Revolución francesa. En un esfuerzo para hacerlo provechoso, Charles convirtió parte de la propiedad en una fundición, una aventura que le sumergió en deudas. En 1839, ya en la bancarrota, vio que un buen casamiento era la única manera de pagar a sus acreedores. Contrató al mismo agente matrimonial que se encargaba de buscarle marido a  Marie. Charles se anunció como un especialista herrero muy rico con una propiedad valorada en más de 200,000 francos y con unos ingresos anuales de 30,000 provenientes de la fundición. También contaba con cartas de recomendación de su sacerdote y del representante local. Para esconder el hecho de que había acudido a un agente matrimonial, el tío de Marie fingió que Charles era su amigo y organizó un encuentro fortuito entre ambos en la ópera. Marie pensó que Charles era vulgar y repulsivo, pero como se anunciaba como el dueño de una propiedad palaciega, aceptó casarse con él. Así, cuatro días después de este encuentro, su tía anunció su compromiso y se casaron el 10 de agosto de 1839. La pareja después abandonó París para ir a vivir en la propiedad de Le Glandier.

## Desilusión
Tal y como podía esperarse, cuando llegaron el 13 de agosto, Marie perdió toda ilusión. La casa, contenida dentro de las ruinas del anterior monasterio, estaba en muy mal estado, era húmeda y estaba infestada de ratas. Su familia política eran campesinos que la repugnaban y que recelaban de ella. En vez de la riqueza esperada, se tuvo que enfrentar a una deuda considerable. En su desesperación, la primera noche se encerró en su habitación y escribió una carta a su marido implorando que la liberara del matrimonio, mientras amenazaba con suicidarse tomando arsénico. Lafarge, cuyos asuntos eran desesperados, acordó hacer algunas concesiones exceptuando liberarla del matrimonio. Prometió no ejercer sus derechos maritales hasta restaurar la propiedad a su estado original. Ella pareció amansarse y su relación aparentó mejorar en las siguientes semanas.
A pesar de su situación, Marie escribió cartas a sus amigos de la infancia fingiendo que estaba encantada con su nueva y feliz vida doméstica. También intentó ayudar a su marido enviando cartas de recomendación para Charles a París, donde esperaba recaudar algo de dinero. Antes de irse en un viaje de trabajo, en diciembre de 1839, hizo un testamento donde le legaba a su marido su herencia entera con la condición de que él hiciera lo mismo. Y así lo hizo aunque, sin que ella lo supiera, escribió después otro testamento donde le dejaba la propiedad de Le Glandier a su madre.

## Enfermedad parisiense
Mientras Charles estaba en París, Marie le escribió apasionadas cartas de amor y le envió una foto suya; también le envió un pastel de Navidad para celebrar tan señalada fecha. Él comió un pedazo y se puso muy enfermo. Sus síntomas, parecidos a los del cólera, eran muy comunes en esa época, así que no pensó en consultar con un médico. Simplemente tiró la tarta, pensando que se había estropeado o contaminado por el camino. Cuando regresó a  Le Glandier, habiendo ganado algún dinero, todavía estaba enfermo. Marie le obligó a quedarse en cama y le alimentó a base de carne de venado y trufas. Casi inmediatamente, Charles volvió a padecer la maladie parisienne. El médico de la familia, el Dr. Bardon, coincidió con que parecían síntomas de cólera y no sospechó de nada cuando Marie le pidió una receta para conseguir arsénico con la excusa de matar a las ratas que molestaban a su marido al anochecer.
Al día siguiente, Charles experimentó calambres en las piernas, deshidratación y náuseas. Estaba tan enfermo que sus parientes no dejaron de vigilarle en ningún momento, incluyendo una joven prima llamada Emma Pontier y una mujer joven que se alojaba con ellos con el nombre de Anna Brun. Marie le trató con varios medicamentos, especialmente con goma arábiga, la cual, según ella, siempre le sentaba bien y por lo que siempre mantenía cierta cantidad en su caja pequeña de malaquita. La salud de Charles fue deteriorándose tan rápidamente que consultaron con otro médico, el Dr. Massénat. Él también diagnosticó cólera y le prescribió ponche de huevo para fortalecerle.
Anna Brun notó que Marie cogía polvo blanco de su caja de malaquita y lo echaba al ponche de huevo. Cuando le preguntó, Marie dijo que era "azúcar de azahar", pero sus sospechas no hicieron más que aumentar cuanto notó que todavía quedaban flotando unas pocas escamas en el ponche de huevo después de que él hubiera bebido. Le enseñó el vaso al Dr. Massénat, probó el ponche de huevo y experimentó una ardiente sensación que atribuyó a que probablemente las escamas procedían del yeso de algún techo que había caído en el vaso. Anna no se quedó convencida, puso el resto del ponche de huevo en un armario mientras vigilaba de cerca a Marie. Vio otra vez a Marie añadir más polvo blanco a una sopa para Charles. De nuevo, Charles se puso gravemente enfermo después de tomar unos cuantos sorbos. Anna se llevó la taza de sopa e hizo acopio de valor para decirle a los parientes de Charles sus sospechas.

## Sospechas de asesinato
El 12 de enero, mientras la familia se reunía en la habitación del enfermo temiendo lo peor, Emma Pontier, que tenía mucho aprecio por Marie, le contó las sospechas de Anna Brun. La madre de Charles le imploró que no tomara otro bocado de comida de su esposa. Se produjo de nuevo un momento de pánico cuando se supo que el criado y jardinero de Lafarge había comprado arsénico para Marie, "para las ratas".
Marie admitió esto, pero hizo que el jardinero confirmara que ella le había dado el arsénico para hacer pasta de veneno para ratas. Sus miedos se disiparon momentáneamente, pero al día siguiente encontraron residuos blancos en el fondo de un vaso de agua con azúcar que Marie le había administrado a Charles. Un tercer médico, René de Lespinasse, fue llamado el 13 de enero. Sospechaba que Charles estaba siendo envenenado pero para entonces ya era demasiado tarde: Charles murió unas horas después.
Ya se sospechaba que Marie había envenenado a su esposo, pero ella no pareció inmutarse. Mientras se corría la voz sobre esto, Marie fue a su notario con el testamento, sin saber que había sido anulado. Solo Emma Pontier se acercaba a ella y, ya desgarrada por las dudas, le dijo a Marie que el cuñado de Lafarge iba a acudir a la policía en Brive. Entonces, la joven tomó posesión de la caja de malaquita de Marie.
El juez de paz de Brive, Moran, llegó a Le Glandier el 15 de enero. Impresionado por Marie, escuchó con incertidumbre las acusaciones de la familia, pero tomó la sopa, el agua azucarada y el ponche de huevo que Anna Brun había dejado de lado. Entonces, el jardinero reveló que Marie le había dado arsénico con el que fabricaba pasta de veneno para ratas tanto en diciembre como en enero. Curiosamente, la pasta se podía encontrar por toda la casa, pero no había sido tocada por las ratas.
Moran recogió la pasta y aumentaron sus sospechas; interrogó al boticario que le había vendido el arsénico a Marie. Ella había comprado arsénico "para las ratas" justo antes de enviar el pastel a París y nuevamente el día después del regreso de Lafarge.
Moran le pidió a los médicos de Lafarge que realizaran un examen post mortem a Lafarge. También se enteró de la existencia de una nueva prueba para buscar la presencia de arsénico que unos patólogos en París estaban usando y preguntó a los médicos de Lafarge si podrían aplicar la misma técnica en este caso. El Dr. Lespinasse respondió apresuradamente que podían, ocultando su ignorancia sobre la prueba y las complejidades de su procedimiento.

### La prueba de Marsh
La prueba a la que se refería Moran fue en realidad inventada en 1836 por un químico escocés llamado James Marsh, que trabajaba en el Royal Arsenal en Woolwich. Llamado para ayudar a resolver un asesinato cercano, intentó detectar el arsénico utilizando métodos antiguos. Si bien tuvo éxito, la muestra se había descompuesto y no convenció al jurado de la culpabilidad del acusado. Frustrado ante este giro de los acontecimientos, Marsh desarrolló un aparato de vidrio que no solo se podía para detectar minúsculas trazas de arsénico, sino también para medir su cantidad. La muestra se mezcla con zinc libre de arsénico y ácido sulfúrico, de forma que la presencia de arsénico en una muestra provoca la producción de gas arsina e hidrógeno. El gas es conducido a través de un tubo donde se calienta, descomponiéndose en hidrógeno y vapor de arsénico. Cuando el vapor de arsénico entra en contacto con una superficie fría, se forma un depósito de arsénico.

## Arresto y juicio
A pesar de este descubrimiento, la existencia de la prueba Marsh todavía no había llegado a Brive. Los médicos que realizaron la autopsia en Lafarge solo recuperaron el estómago antes del entierro, y lo sometieron a los métodos antiguos, que, sin que ellos lo supieran, demostraron ser poco confiables, aunque finalmente afirmaron que se encontró arsénico en cantidad excesiva en el cuerpo de Charles Lafarge.
Más sorprendente fue el análisis de la pasta de veneno para ratas; resultó ser nada menos que una mezcla de harina, agua y soda. Esto hizo pensar en que Marie tal vez había usado ya el arsénico para asesinar a su esposo. Cualquier duda que pudieran tener se desvaneció cuando Emma Pontier entregó la pequeña caja de malaquita; el Dr. Lespinasse descubrió que contenía arsénico. Marie fue arrestada y llevada a la cárcel de Brive. Un joven abogado francés, Charles Lachaud, fue designado para su defensa y fue asistido por otros tres, Maîtres Théodore Bac (que más tarde se convirtió en alcalde de Limoges durante la Revolución de 1848), Paillet y Desmont. Antes de comenzar su trabajo, aún faltaba otra sorpresa por desvelar. Las historias de los periódicos sobre Marie Lafarge encontraron algo sobre su pasado.

### Robo
Antes de conocer a Charles Lafarge, Marie había ido a ver a una de sus compañeras de escuela, la vizcondesa de Léautaud, en su castillo. Mientras estaba allí, las joyas de su amiga desaparecieron y se llamó a la policía para investigar el asunto. Cuando sospecharon que Marie había sido la culpable del robo, el vizconde pensó que eso era poco probable y ahí terminó el asunto.
Sin embargo, a raíz de las historias de los periódicos sobre el asesinato, el vizconde recordó el robo y exigió que buscaran las joyas en la habitación de Marie en Le Glandier. Cuando aparecieron durante el registro, algunos periódicos la creyeron y echaron toda la culpa a la vizcondesa. Sin embargo, cuando fue llevada a juicio por robo, el tribunal no estaba tan convencido. Marie fue declarada culpable y sentenciada a dos años de prisión en la cercana ciudad de Tulle.

### Juicio
Ya en ese momento, el asunto Lafarge había generado tanto interés que los curiosos llegaron de toda Europa para ver el juicio por asesinato, haciendo que fuera considerado una causa célebre. Así, cuando Marie entró por primera vez el 3 de septiembre de 1840 en la corte de Tulle, vestida de luto y llevando una botella de sales aromáticas en la mano, proyectando la imagen de una mujer injustamente acusada, los espectadores se dividieron inmediatamente en facciones pro y anti-Marie.
Casualmente, uno de los abogados defensores de Marie, Maître Paillet, era también el abogado del famoso toxicólogo Mathieu Orfila, que era experto en la prueba de Marsh en Francia. Al darse cuenta de que el caso dependía en gran medida de las pruebas realizadas por los médicos de Brive, Paillet le escribió a Orfila y le mostró los resultados de la prueba. Orfila entonces presentó una declaración jurada afirmando que las pruebas se realizaron de manera tan descuidada que no significaban nada. Tan pronto como los doctores de Brive testificaron que el arsénico estaba presente en el cuerpo de Lafarge, Paillet leyó la declaración jurada en voz alta, le habló a la corte sobre la prueba de Marsh y exigió que se llamara a Orfila.
El fiscal respondió que consentiría hacer la prueba, ya que confiaba en la culpabilidad de Marie, pero consideró que no había necesidad de llamar a Orfila para que la hiciera él. El presidente del tribunal falló a favor de la sugerencia del fiscal. Por lo tanto, en lugar de Orfila, dos conocidos boticarios de Tulle, M. Dubois y su hijo, y un químico de Limoges llamado Dupuytren, fueron asignados para realizar las pruebas. Mientras se realizaban, el juicio avanzaba lentamente. Cuando finalmente llegaron al tribunal, todos estaba esperando a ver qué decían. El anciano Dubois testificó que a pesar de usar la prueba Marsh cuidadosamente, no habían encontrado ningún resto de arsénico. Casi de inmediato, la sala estalló en un alboroto mientras Marie se sintió vengada.
Para entonces, el fiscal había leído el libro de Orfila y sabía que, en algunos casos, aunque el arsénico no estuviera en el estómago, se podía encontrar en otras partes del cuerpo. Hizo los arreglos necesarios para que el cuerpo de Lafarge fuera exhumado. Una vez más, los tres químicos realizaron la prueba en las muestras tomadas, y nuevamente, no se encontró arsénico.
Pero al fiscal le quedaba todavía una carta por jugar. No había olvidado la comida que Marie le había dado a Charles y que había sido guardada. Solicitó que la prueba se realizara en esos platos también. La defensa, para entonces en un estado de ánimo magnánimo, estuvo de acuerdo.
Esta vez, cuando llegaron los químicos, declararon que había dado positivo en arsénico, y que el ponche de huevo contenía suficiente "para envenenar a diez personas". El fiscal tomó esto como una posibilidad de recuperar sus reveses anteriores. Declaró que, en vista de los resultados contradictorios, era evidente que el tribunal debería pedirle a Orfila que resolviera el asunto de una vez por todas. Como fue la defensa quien originalmente solicitó a Orfila, no pudieron oponerse a esta solicitud. La defensa estuvo de acuerdo, confiando ya en la absolución de Marie.

### Mathieu Orfila
Cuando llegó Orfila, insistió en que los químicos locales presenciaran sus experimentos esa noche. Utilizó los mismos materiales de prueba y reactivos químicos que utilizaron en las primeras pruebas y realizó la prueba Marsh en una antesala del tribunal, detrás de puertas cerradas y protegidas. Por fin, en la tarde del día siguiente, Orfila entró en la sala, seguido por los tres químicos con la cabeza gacha. Declaró que efectivamente había encontrado arsénico en las muestras tomadas del cuerpo de Lafarge, excluyendo todas las demás fuentes externas, como el arsénico que se produce de forma natural en el cuerpo, o de los reactivos, o del arsénico de la tierra que rodeaba al ataúd.
La sala quedó atónita, especialmente Maître Paillet, mientras escuchaba a Orfila, su cliente y testigo de la defensa, explicar los resultados engañosos obtenidos por los expertos locales con la prueba Marsh. No fue la prueba la que dio resultados erróneos, sino que la prueba se había realizado de forma incorrecta.
Sabiendo que el testimonio de Orfila había inclinado la balanza contra ellos, el equipo de defensa intentó llamar a un conocido opositor de Orfila, François Vincent Raspail, para refutar su testimonio. Mientras que Raspail había estado de acuerdo, como lo había hecho en anteriores enfrentamientos en la corte con Orfila, el testigo llegó cuatro horas demasiado tarde: el jurado había decidido sobre el caso de Marie, culpable.

## Condena y controversia
Al final, a pesar de los apasionados alegatos de Charles Lachaud, Marie, ya no tan compuesta como estaba anteriormente durante el juicio, se oyó sentenciada por el presidente del tribunal a cadena perpetua con trabajos forzados el 19 de septiembre y fue llevada a Montpellier para cumplir su sentencia. El rey Luis Felipe, sin embargo, conmutó su condena a cadena perpetua sin trabajos forzados.
Para entonces, el asunto había polarizado a la sociedad francesa. George Sand le escribió a su amigo Eugène Delacroix criticando el fervor percibido del caso (valió la pena señalar que Marie, a su vez, era una admiradora de Sand y se decía que leía sus obras "codiciosamente"). Raspail, tratando de compensar su fracaso en el juicio, escribió y publicó panfletos incendiarios contra Orfila mientras exigía la liberación de Marie. En efecto, muchos han sentido que Marie fue una víctima de la injusticia, condenada por evidencia científica de validez incierta.
Para defenderse de estas críticas, en los meses siguientes después del juicio, Orfila realizó varias conferencias públicas con buena asistencia, a menudo en presencia de miembros de la Academia de Medicina de París, para explicar su punto de vista sobre la prueba de Marsh. Pronto, la conciencia pública de la prueba fue tal que se replicó en los salones e incluso en algunas obras de teatro recreando el caso Lafarge.

## Repercusiones
Mientras estuvo encarcelada, Marie escribió Mémoires, que se publicó en 1841.
Finalmente, en junio de 1852, enferma de tuberculosis, fue liberada por Napoleón III. Se instaló en Ussat, en el departamento de Ariège, y murió el 7 de noviembre de ese mismo año, declarando su inocencia hasta el final. Fue enterrada en el cementerio de Ornolac.
Para Charles Lachaud, el caso Lafarge fue su bautismo de fuego. Más tarde alcanzó una mayor fama defendiendo a François Achille Bazaine contra los cargos de traición y pudo defender con éxito a otra mujer llamada Marie, de apellido Bière, en 1880. Sin embargo, Jeanne Brécourt, a quien defendió en 1877, fue declarada culpable.
En lo que se refiere al monasterio, fue comprado nuevamente por los monjes cartujos en 1860 y floreció hasta que se vendió nuevamente en 1904. Sirvió como refugio para niños en la Primera Guerra Mundial, después como sanatorio para mujeres y niños dirigido por el departamento del Sena hasta el 5 de enero de 1965, cuando se convirtió en un refugio para niños semi-minusválidos. Finalmente, en enero de 2005, fue comprado por el departamento de Corrèze. El lugar donde estaba la antigua fundición (también el del molino de agua que lo alimentaba) ahora es propiedad privada.